# Sporisorium consanguineum
Sporisorium consanguineum är en svampart som först beskrevs av Ellis & Everh., och fick sitt nu gällande namn av Vánky 1988. Sporisorium consanguineum ingår i släktet Sporisorium och familjen Ustilaginaceae.   Inga underarter finns listade i Catalogue of Life.